# Cornelia Barns
Cornelia Baxter Barns (* 25. September 1888 in Flushing, New York; † 4. November 1941 in Los Gatos, Kalifornien) war eine US-amerikanische Feministin, Sozialistin und politische Karikaturistin.

## Frühe Jahre
Cornelia Baxter Barns, ältestes von drei Kindern von Mabel Balston Barns und Charles Edward Barns, wurde 1888 in der damals noch eigenständigen Stadt Flushing geboren. Flushing ist heute ein Stadtteil von Queens, einem Borough von New York City. Ihr Vater ging zuerst auf eine juristische Fakultät, wandte sich dann den Wissenschaften zu, bevor er eine Laufbahn als Zeitungsmann beim New York Herald einschlug. Während seiner Zeit in New York City erarbeitete er sich einen Ruf als Schriftsteller und Dichter. Die Familie zog 1910 nach Philadelphia (Pennsylvania). Dort war ihr Vater dann als Theaterdirektor tätig. Cornelia studierte Kunst.
Neben dem Einfluss ihres Vaters auf ihr Leben betreffend der beruflichen Orientierung in die künstlerische Richtung spielte ein gesellschaftlicher Wandel eine wichtige Rolle. Als Bildungsmöglichkeiten im 19. Jahrhundert zunehmend mehr Menschen zugänglich wurden, führte dies dazu, dass Künstlerinnen Teil der arbeiteten Gesellschaft wurden. In diesem Zusammenhang gründeten sie auch ihre eigenen Kunstvereine. Kunstwerke von Frauen waren bis dahin als minderwertig angesehen. Daher wurden die Stimmen immer lauter und zuversichtlicher, diesen Stereotyp der Frau zu überwinden. Infolgedessen wurde ein neues Bild einer gebildeten, modernen und freien "New Woman" geschaffen. Die Künstler spielten dann eine entscheidende Rolle bei der Vertretung der New Woman. Dabei geschah dies durch ihre entstandenen Werke, aber auch durch ihre Lebensweise, welche sie an den Tag legten.

## Künstlerin

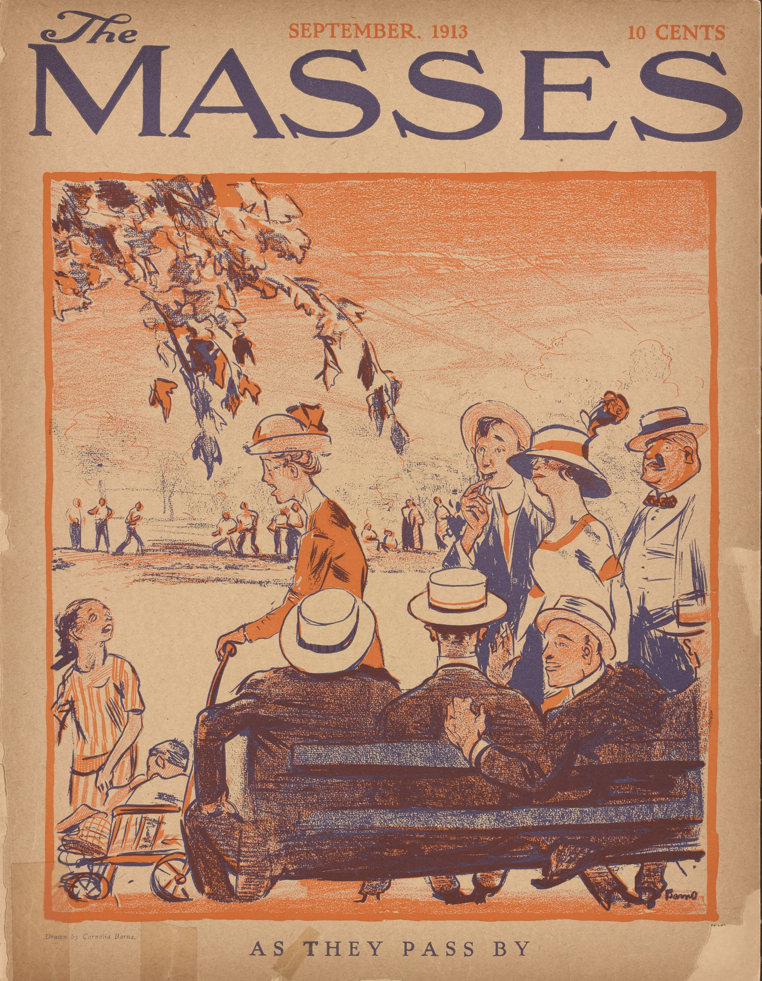
"As They Pass By" (Titelseite von Cornelia Barns, The Masses, September 1913)

Cornelia Baxter Barns schrieb sich 1906 an der Pennsylvania Academy of the Fine Arts ein. Zu ihren Lehrern zählten William Merritt Chase und John Henry Twachtman. Im weiteren Verlauf wurde sie als ein Mitglied von Robert Henri und seiner Ashcan School genannt. Für ihre Arbeiten erhielt sie zwei Cresson Traveling Scholarships von der Academy verliehen, welche ihr 1910 die erste Reise nach Europa ermöglichten und 1913 eine weitere Reise ins Ausland. Sie hat an der Pennsylvania Academy of Fine Arts ausgestellt. Von 1910 an war sie als Malerin in American Art Annual aufgelistet. Inmitten ihrer 20er Jahre heiratete sie Arthur S. Garbett, einen britischen Musikkritiker, welcher in Philadelphia arbeitete. Ihr Sohn kam dort zu Welt. Danach verbrachte das Paar einige Jahre in New York City.
Der Schriftsteller Max Eastman war um 1913 herum Herausgeber von The Masses, einer sozialistischen Zeitschrift, die von einer sehr talentierten Gruppe von Schriftstellern und Künstlern betrieben wurde. In diesem Zusammenhang gab er Folgendes über Cornelia Baxter Barns von sich:

„Cornelia Barns, an elf-eyed girl with smooth brown hair, turned up with the picture that was brilliantly comic and not like anything else in the world“

Ihr künstlerischer Stil setzte auf starke Kreidelinien und einen unverwechselbaren Comic-Stil in ihren Schilderungen von Anmaßung, sozialen Privilegien, männlicher Dominanz und kindlicher Unschuld.
In einer anderen Arbeit schrieb Max Eastman Folgendes:

„[T]he drawings of Art Young and Cornelia Barns and William Gropper were of their own intrinsic nature comic. Captions here were unnecessary, or were at least a supplemental element – often, in fact, supplied by the editors in the office.“

Die Ausstellung American Salon of Humorists wurde im Jahr 1915 in den Folsom Galleries in New York City abgehalten. Sie wurde von Louis Baury organisiert, und Cornelia Baxter Barns war dort eine von 23 darbietenden Künstlerinnen und Künstlern. Sie war ein relativer Neuling in der Kunstszene von New York, stieg aber rasch auf.

## Wahlrecht und Sozialismus

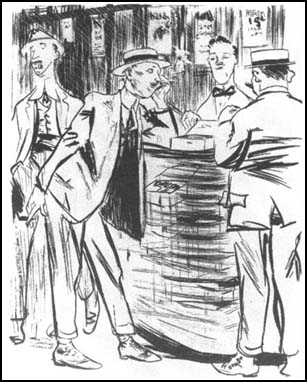
Karikatur von Cornelia Barns. "United We Stand: Anti-Suffrage Meeting", November 1914. Veröffentlicht in The Masses.

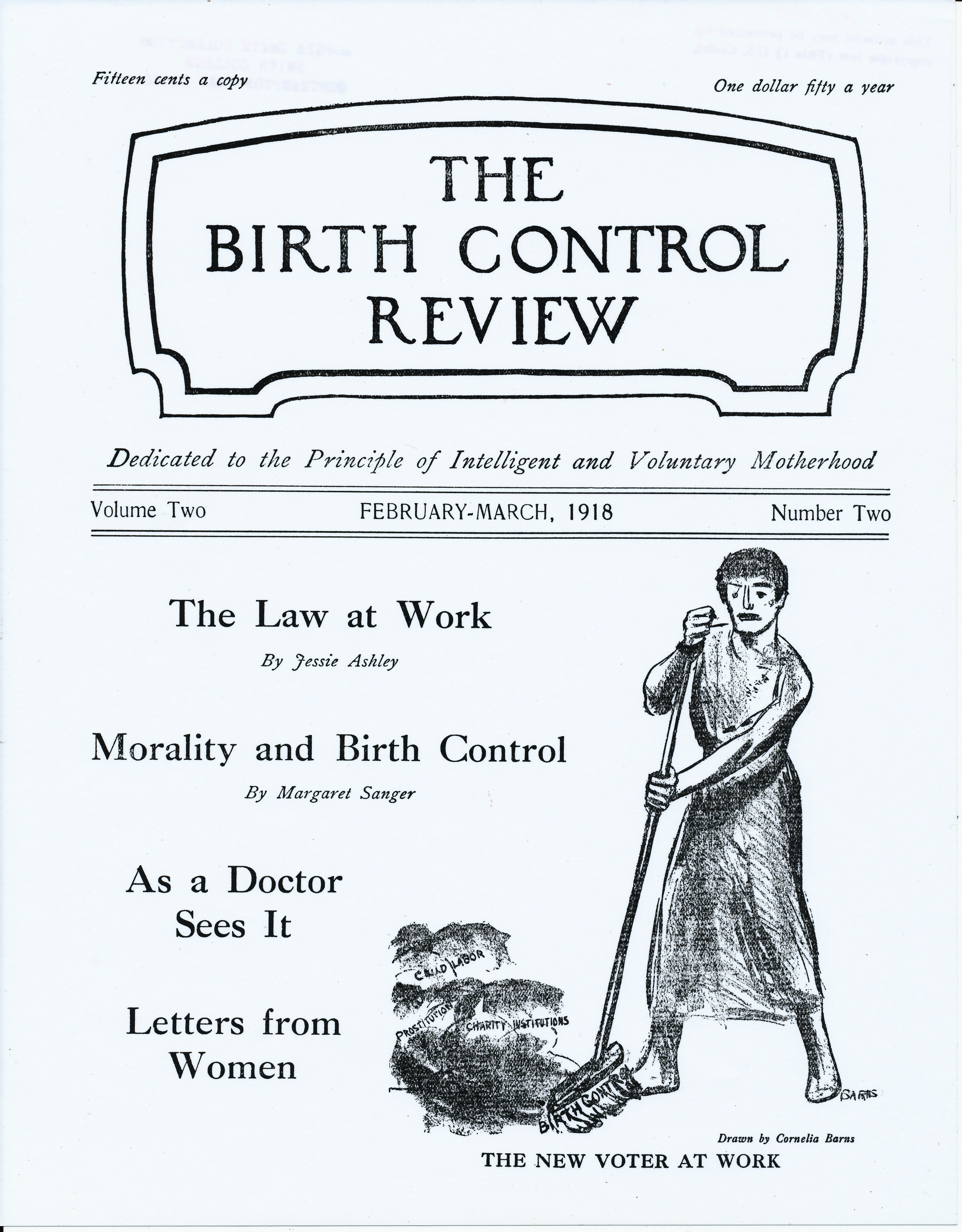
Titelseite von Birth Control Review, Februar–März 1918, mit Karikatur von Cornelia Barns, "The New Voter at Work."

Von 1913 bis 1917 wirkte Barns bei The Masses. Drei Jahre lang war Barns in deren Redaktionsleitung tätig. Die Kunsthistorikerin Rebecca Zurier kommentierte:

„The closest thing to a feminist statement by a woman Masses editor appears in the cartoons of Cornelia Barns, who refrained from any serious social analysis.“

Als man die Herausgabe von The Masses wegen staatlicher Abgaben unterbrach, wurde ein neues Magazin, The Liberator, durch Max Eastman und Crystal Eastman gegründet. In der Ausgabe des New York Calls vom 10. Februar 1918 wurde Cornelia als Redakteurin (contributing editor) bei The Liberator zusammen mit den anderen Karikaturisten/Illustratoren Robert Minor, Boardman Robinson und Art Young aufgeführt. 1925 wurde The New Masses angekündigt als:

„A new radical magazine of arts and letters, without political affiliations or obligations but with sympathy and allegiance unqualifiedly with the international labor movement ...“

Wieder einmal wurde Cornelia Barns als Redakteurin aufgeführt.
In den sozialistischen Zeitschriften jener Zeit betrafen viele Karikaturen von Cornelia Baxter Barns die Thematik des Frauenwahlrechts und der Gleichstellung der Geschlechter. Wie zu erwarten war, veröffentlichte sie auch Karikaturen in Wahlrechts-Zeitschriften einschließlich des New York City’s Woman Voter und des National Woman’s Party’s Suffragist., One Man – One Vote stellt zwei Einwanderinnen mit kleinen Kindern und daneben einen eitlen Mann mit einem starren Blick in einem dreiteiligen Anzug und Spazierstock dar. Ihre Titelseite Waiting, die 1919 in The Suffragist veröffentlicht wurde war eine beeindruckende Darstellung einer unendlichen Masse von stark gebauten Frauen, zwei mit Babys in ihren Armen, eine brennende Fackel haltend, wartend auf die politische Anerkennung des Wahlrechts. 1918, in dem zweiten Jahr des Erscheinens der Zeitschrift, wurden Cornelia Baxter Barns und Lou Rogers als Layouter für Margaret Sanger’s Birth Control Review gelistet. Ihr erster Beitrag war We Accuse Society.

## Kalifornien
Cornelia Baxter Barns zog zusammen mit ihrem Ehemann Arthur Garbett und ihrem kleinen Sohn 1920 nach Kalifornien. Sie ließen sich auf einer Ranch in der Nähe von Barns' Eltern nieder, die mehrere Jahre zuvor nach Morgan Hill gezogen waren. Mangels Beschäftigungsmöglichkeiten zogen die Garbetts nach Berkeley (Kalifornien). Arthur Garbett wurde Programmdirektor bei einem Radiosender und hatte später ein eigenes Radioprogramm. Er arbeitete auch als Musikkritiker für eine Zeitung in San Francisco. Cornelia Baxter Barns erstellte hauptsächlich Illustrationen. Dabei versorgte sie 1921 das Sunset Magazin mit eigenen Skizzen und Titelseiten und schrieb eine Kolumne My City Oakland für die Oakland Tribune. Garbett und Barns zogen später nach Los Gatos (Kalifornien), kurz bevor Barns im November 1941 an den Folgen von Tuberkulose verstarb. Spekulationen kursierten, dass durch die jahrelange Anwendung von Radierungen auf Zinkplatten in schlecht belüfteten Studios ihre Lungen geschädigt wurden. Anderen Berichten zufolge erlagen sowohl ihre Großmutter väterlicherseits als auch ihre Großtante beide dieser Krankheit. Nach einer Überschwemmung in der Familienwohnung konnten nur einige ihrer ursprünglichen Kunstwerke gerettet werden.